# Bastardos en el Paraíso
Bastardos en el Paraíso es una película chilena rodada en Estocolmo, del año 2000. Dirigida por Luis R. Vera, protagonizada por Camilo Alanís, Lotta Karlge y Daniel Ojala.

## Sinopsis
Nos cuenta la vida del joven Manuel González, la relación con su familia exiliada chilena, la sociedad sueca y el grupo multirracial de sus amigos del barrio. El relato se estructura en dos tiempos, el antes y el después de un tiroteo en el centro de Estocolmo, que es la causa de un trágico y casual reencuentro luego de mucho tiempo, entre Manuel (que hoy es líder pandillero), Lena, la que fuera su gran amor, hoy aspirante a policía y Kalle, quién fuera su gran amigo y ahora es portero de una discotheque; en una noche que jamás olvidarán y que cambiaría sus vidas para siempre.

## Reparto
- Camilo Alanis como Manuel.
- Lotta Karlge como Lena.
- Daniel Ojala como Kalle.
- María Eugenia Cavieres como Madre de Manuel.
- Pablo Vera-Nieto como Padre de Manuel.
- Raquel Baeza como La Negra.
- Freddy Bylund como Maestro.
- Asha Ali como Amalia.
- Johan Aulin como Portero.
- Ola Björkman como Novio de Lena.
- Lotta Bolin como Secretaria de Bienestar Social.
- Calle Carlswärd como Juez.
- Katherine Eggers como Abuela de Lena.
- Paul Fried como Instructor de Policía.
- Sven Ginsburg como Padre de Lena.
- Emma Hoff como Marie.
- Ann Larsson como Madre de Kalle.
- Michael Lundh como Policía.
- Kuda Mtema como Mozambo.
- Anders Palm como Inspector.
- Reza Razi como Ali.
- Hugo Ruiz como Pancho.
- Anna Takanen como Fiscal.
- Irene Widlund como Madre de Lena.
- Cary Ylitalo como Consejero.
- Patricio Zamorano como Raúl.
- Erik Johansson

## Premios
- Premio FEUC. Festival Internacional del Nuevo Cine Latinoamericano de La Habana, Cuba, 2001.
- Mejor Director, Festival de Cine Latinoamericano de Trieste, Italia, 2002.